# 투쿠진

투쿠 진의 위치

투쿠진(한국어: 토고진, 중국어: 土庫鎮, 병음: Tǔkù Zhèn)은 중화민국 윈린 현의 진이다. 넓이는 49.0212km2이고, 인구는 2015년 8월 기준으로 29,480명이다.